# Ahney Her
Whitney Her, mer känd under artistnamnet Ahney Her, född 1992 i Lansing, Michigan, är en amerikansk skådespelerska, känd från Clint Eastwoods film Gran Torino.